# Isgärde
Isgärde är ett naturreservat i Mörbylånga kommun i Kalmar län.
Området är naturskyddat sedan 1997 och är 10 hektar stort. Reservatet består av lövskog med stora ekar och askar och buskar i form av hagtorn och hassel.